# معدن هولندي
المعدن الهولندي (بالإنجليزية: Dutch metal )‏ هو شكل من النحاس وهو سبيكة من النحاس بنسبة 84 % والزنك بنسبة 16 % .
وهو قابل للطرق جداً و قابل للسحب ونستطيع طرقه ليتحول إلى صفائح رقيقة جداً . هذه الصفائح تُباع كمعدن هولندي، لاستخدامها كصحيفة معدنية أو لمحاكاة صحيفة الذهب .
ينتج من إضافة الزرنيخ سبيكة بنفس الخواص ولكن لونها أبيض .